# Nadoksolol
Nadoksolol je antiaritmički agens (i.e., lek za lečenje nepravilnog rada srca), hemijski srodan po strukturi sa lekovima koji blokiraju beta-adrenergičke receptore kao što je propranolol.
It does not appear to be marketed anywhere in the world.